# Actinotiini
Actinotiini — триба метеликів родини Совки (Noctuidae) підродини Noctuinae.

## Класифікація
Група включає в себе такі роди:
- Actinotia
- Alastria
- Chloantha
- Hyppa
- Iodopepla
- Nedra